# Gare de Chamblet
La gare de Chamblet, anciennement appelée gare de Chamblet - Néris, est une gare ferroviaire française de la ligne de Montluçon à Moulins située sur la commune de Chamblet, à 2 kilomètres du centre bourg, dans le département de l'Allier, en région Auvergne-Rhône-Alpes.
C'est une halte voyageurs de la Société nationale des chemins de fer français (SNCF) du réseau TER Auvergne. Il n'y a plus de desserte car elle ne figure plus sur les fiches horaires de la ligne depuis 2012.

## Situation ferroviaire
Située à 323 mètres d'altitude, la gare de Chamblet est située au point kilométrique (PK) 336,75 de la ligne de Montluçon à Moulins, entre les gares de Montluçon-Rimard et de Commentry.

## Histoire
La gare de Chamblet - Néris est mise en service le 7 novembre 1859, lors de l'ouverture à l'exploitation de la ligne de Montluçon à Moulins par la Compagnie du chemin de fer de Paris à Orléans. Elle doit ce nom au fait qu'elle dessert la station thermale de Néris-les-Bains. Elle est également à proximité de la voie ferrée, à écartement métrique, du chemin de fer de Commentry à Montluçon construit par Stéphane Mony. 
La halte de Chamblet ne figure plus sur les fiches horaires de la ligne depuis 2012.